# 묘작도

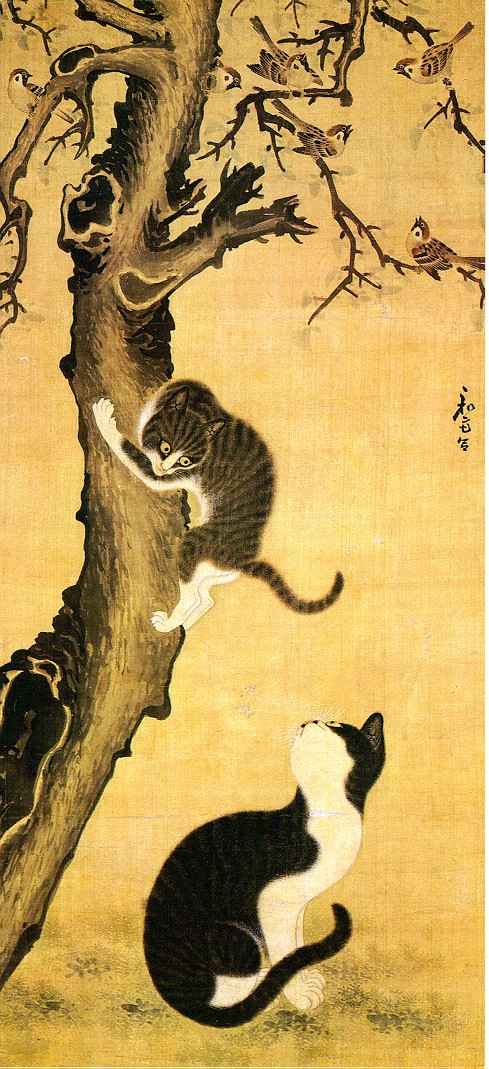

묘작도(猫雀圖)는 조선 시대의 화가 변상벽이 18세기 경에 그린 고목 위에 고양이 두 마리와 참새를 그린 한국화이다. 대표적인 동물화로 꼽히며, 수묵화 위에 엷은 채색을 입혀 비단에 그린 그림이다. 묘작도는 높이 93.7cm, 너비 42.9cm이다. 이는 대한민국 서울에 있는 국립중앙박물관 소장품의 일부이다.

## 설명
변상벽은 고양이와 닭을 능숙하게 그린 것으로 유명하여 평생 동안 '변고양이', '변닭'이라는 별명으로 불렸다. 묘작도는 변씨가 고양이를 좋아하고 고양이 그림에 전념했다는 기록을 뒷받침한다.
고양이와 참새는 길상적인 의미를 지닌 다른 단어와 발음이 비슷해 장수의 기쁨을 기리기 위해 그리는 한국화의 소재가 되기도 했다. 한자어의 묘(猫; 고양이)와 작(雀, 참새)의 발음이나 한자어는 각각 80세나 90세를 뜻하는 모(耄; 노인)와 작(鵲)과 연결되어 있다. 이는 까치가 한국사회에서 상서로운 새로 여겨졌음을 의미한다.
이 그림에는 고양이와 참새가 단순하면서도 역동적인 구도로 사실적으로 묘사되어 있다. 나뭇가지 위에서 지저귀는 참새 떼의 묘사는 매우 세밀한 붓놀림으로 정밀하게 그려져 있다. 두 고양이의 생동감 넘치는 표정과 움직임에서도 변 작가의 숙련된 드로잉 테크닉이 돋보인다. 고목 옆에 달라붙어 있는 고양이 한 마리가 땅 위의 대각선 구도에서 마치 소통하듯 시선을 주고받고 있다. 반면, 고목의 몸통은 다소 거친 붓놀림으로 그려져 있어 오랜 시간 동안 형성된 빈약한 질감과 일그러진 형태를 표현하고 있다. 동물과 나무를 적용한 방식의 뚜렷한 대비는 그림에 강한 움직임을 준다.

## 같이 보기
- 신사임당
- 심사정
- 화조화